# Irumua bifurcata
Irumua bifurcata is een hooiwagen uit de familie Assamiidae.